# Wahlbezirk Böhmen 99
Der Wahlbezirk Böhmen 99 war ein Wahlkreis für die Wahlen zum Abgeordnetenhaus im österreichischen Kronland Böhmen. Der Wahlbezirk wurde 1907 mit der Einführung der Reichsratswahlordnung geschaffen und bestand bis zum Zusammenbruch der Habsburgermonarchie.

## Geschichte
Nachdem der Reichsrat im Herbst 1906 das allgemeine, gleiche, geheime und direkte Männerwahlrecht beschlossen hatte, wurde mit 26. Jänner 1907 die große Wahlrechtsreform durch Sanktionierung von Kaiser Franz Joseph I. gültig. Mit der neuen Reichsratswahlordnung schuf man insgesamt 516 Wahlbezirke, wobei mit Ausnahme Galiziens in jedem Wahlbezirk ein Abgeordneter im Zuge der Reichsratswahl gewählt wurde. Der Abgeordnete musst sich dabei im ersten Wahlgang oder in einer Stichwahl mit absoluter Mehrheit durchsetzen. Der Wahlkreis Böhmen 99 umfasste den Gerichtsbezirk Rumburg und die Gemeinde Georgswalde aus dem Gerichtsbezirk Schluckenau. Aus der Reichsratswahlen 1907 ging Josef Hannich von der Sozialdemokratischen Partei als Sieger hervor. Hannich musste sich in bei der Reichsratswahl 1911 in der Stichwahl Anton Jerzabek von der Christlichsozialen Partei geschlagen geben.

## Wahlen

### Reichsratswahl 1907
Die Reichsratswahl 1907 wurde am 14. Mai 1907 (erster Wahlgang) sowie am 23. Mai 1907 (Stichwahl) durchgeführt.

#### Erster Wahlgang
| Kandidat                                                              | Partei                      | Wahlkreisstimmen | Prozent |
| --------------------------------------------------------------------- | --------------------------- | ---------------- | ------- |
| Josef Hannich                                                         | Sozialdemokratische Partei  | 3809             | 47,2 %  |
| Josef Tschiedel                                                       | Christlichsoziale Partei    | 2727             | 33,8 %  |
| Josef Maly                                                            | Deutsche Fortschrittspartei | 807              | 10,0 %  |
| Kleckler                                                              | Freialldeutsche Partei      | 711              | 8,8 %   |
|                                                                       | Sonstige Parteien           | 16               | 0,2 %   |
| Wahlberechtigte: 9191, Ungültige Stimmen: 21, Wahlbeteiligung: 88,0 % |                             |                  |         |

#### Stichwahl
| Kandidat                                                              | Partei                     | Wahlkreisstimmen | Prozent |
| --------------------------------------------------------------------- | -------------------------- | ---------------- | ------- |
| Josef Hannich                                                         | Sozialdemokratische Partei | 4446             | 57,4 %  |
| Josef Tschiedel                                                       | Christlichsoziale Partei   | 3305             | 42,6 %  |
| Wahlberechtigte: 9222, Ungültige Stimmen: 90, Wahlbeteiligung: 85,0 % |                            |                  |         |

### Reichsratswahl 1911
Die Reichsratswahl 1911 wurde am 13. Juni 1911 sowie am 20. Juni 1911 (Stichwahl) durchgeführt.

#### Erster Wahlgang
| Kandidat                                                              | Partei                      | Wahlkreisstimmen | Prozent |
| --------------------------------------------------------------------- | --------------------------- | ---------------- | ------- |
| Josef Hannich                                                         | Sozialdemokratische Partei  | 3582             | 43,7 %  |
| Anton Jerzabek                                                        | Christlichsoziale Partei    | 2352             | 28,7 %  |
| Josef Kahl                                                            | Deutsche Fortschrittspartei | 2233             | 27,3 %  |
|                                                                       | Sonstige                    | 21               | 0,3 %   |
| Wahlberechtigte: 9318, Ungültige Stimmen: 22, Wahlbeteiligung: 88,1 % |                             |                  |         |

#### Stichwahl
| Kandidat                                                              | Partei                     | Wahlkreis- stimmen | Prozent |
| --------------------------------------------------------------------- | -------------------------- | ------------------ | ------- |
| Anton Jerzabek                                                        | Christlichsoziale Partei   | 4267               | 46,5 %  |
| Josef Hannich                                                         | Sozialdemokratische Partei | 3955               | 53,5 %  |
| Wahlberechtigte: 9318, Ungültige Stimmen: 79, Wahlbeteiligung: 89,2 % |                            |                    |         |